# Olbersdorfer See

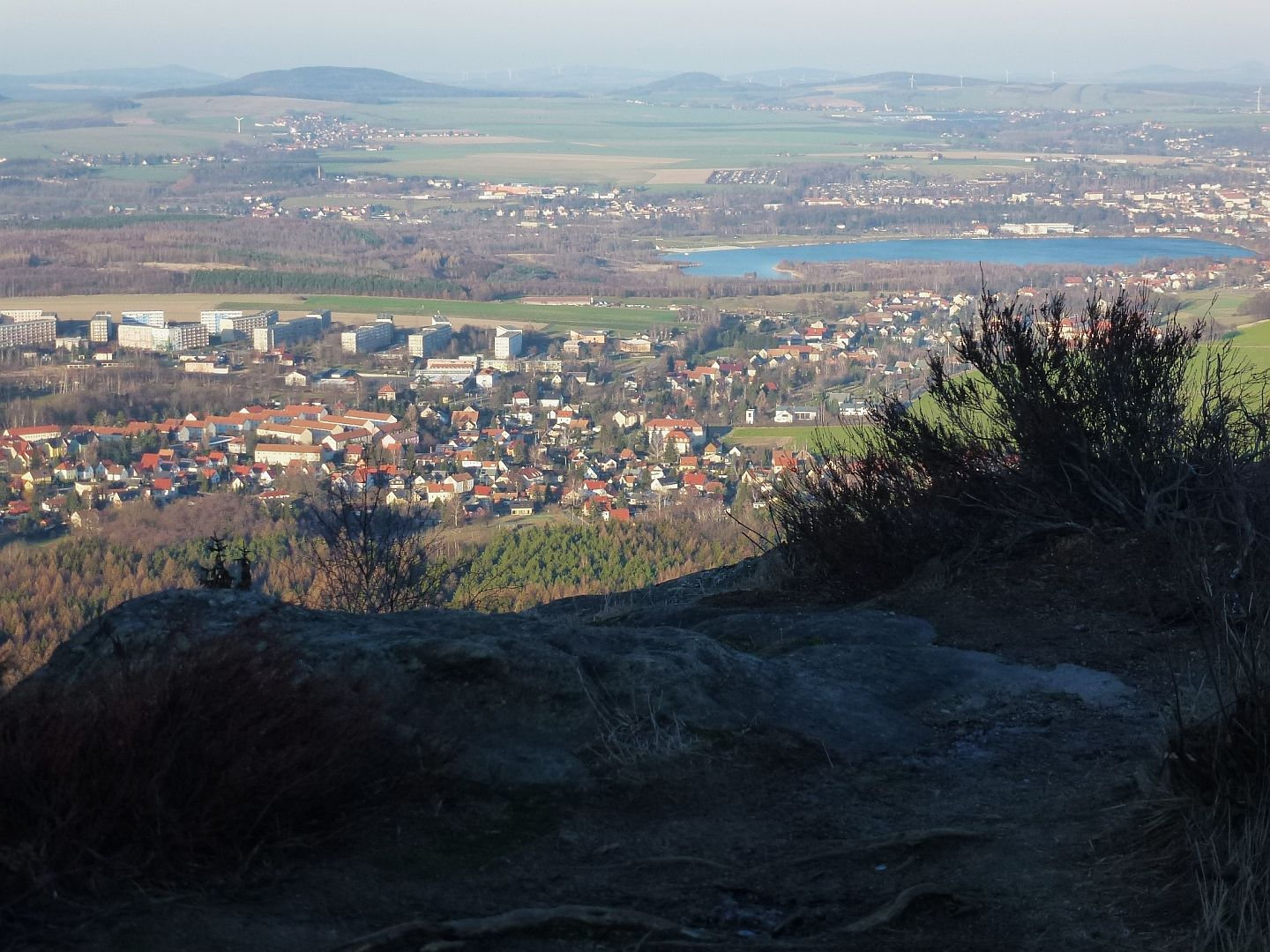
Blick vom Töpfer auf den See

Der Olbersdorfer See ist ein Tagebaurestsee auf dem Gebiet der Gemeinde Olbersdorf im Landkreis Görlitz in Deutschland. Er ist mit 60 Hektar die größte Wasserfläche in der Umgebung von Zittau und dient als Freizeit- und Erholungsgewässer.
Um den See führen Rundwege von 4,5 Kilometer und 6 Kilometer Länge. Das Speichervolumen des bis zu 40 Meter tiefen Sees beträgt etwa 6 Mio. Kubikmeter. Seine Wasseroberfläche befindet sich auf einer Höhe von 236,5 Metern über NN.

## Geografie
Der Olbersdorfer See füllt den zentralen Abbaubereich des ehemaligen Tagebaus Olbersdorf. Das Zittauer Braunkohlebecken ist ein etwa sieben Kilometer breites und sechzehn Kilometer langes Braunkohlengebiet, das sich in Nordost-Südwest-Richtung erstreckt. Es besteht aus zwei Flözkomplexen, wobei das Unterflöz eine Mächtigkeit von etwa 10 bis 15 Metern und das Oberflöz eine Mächtigkeit von etwa 50 Metern hat. Der Tagebau Olbersdorf befand sich im südwestlichen Teil dieser Lagerstätte. Das Oberflöz reicht im Olbersdorfer Niederdorf fast bis an die Bodenoberfläche, so dass es früher leicht war, in Gruben und Schächten Braunkohle zu gewinnen.
Als landschaftliches Element fügt sich der See im Vorland des Zittauer Gebirges in das Oberlausitzer Hügelland und Neißegebiet sowie in das Zittauer Becken ein. Der See wird durch den Grundbach gespeist. Dieser fließt in die Mandau ab, die wiederum in die Lausitzer Neiße mündet.

## Geschichte

### Bergbauversuche und untertägiger Abbau 1799–1913
Im Jahr 1799 wurden auf Veranlassung des damaligen Unterschoßherrn Bohruntersuchungen angestellt, mit deren Hilfe das Vorhandensein von Braunkohle erkundet wurde. 1800 wurde neben dem Kretscham zu Olbersdorf, wo man an zwei Stellen einen Schacht und einen Stollen trieb, ein mächtiges Lager von Braunkohle gefunden. Diese geförderte Kohle wurde insbesondere zum Heizen für Backöfen benutzt. Zuvor wurden die gewonnenen Kohlen vor allem zur Düngung der Felder, weniger als Brennmaterial genutzt. Die Düngekohlen wurden mit Flegeln gedroschen.
1810 trat eine Gesellschaft unter dem Namen „Sozial-Mineralbergwerkschaft zu Olbersdorf“ zusammen, welche das Bergwerk begründete. Diese Gesellschaft kaufte 1812 das zweite in Niederolbersdorf gelegene Mühlengrundstück. 1817 wurde das Kunstdruckwerk zum Heraufpumpen des unterirdischen Wassers erbaut.
Mehrere Unglücksfälle ereigneten sich 1817, 1853 und 1858. Die etwa 95 Mann starke Knappschaft erhielt um 1850 eine Uniformierung. Eine neue Einkleidung für 20 Mann, ebenfalls wie früher schwarz und rot, geschah 1856.
1908 wurden die Olbersdorfer Braunkohlenwerke gegründet, die im August 1909 begannen, das Grubenfeld zu erschließen. Die Kohle wurde bis März 1911 untertägig im Pfeilerbruchbau abgebaut. 1913 wurde eine Kettenbahn in Betrieb genommen, der untertägige Abbau eingestellt und die Schächte verfüllt.

### Tagebaugeschichte 1910–1938
Im Tagebaubetrieb wurde nur das Oberflöz abgebaut, ab 1910 parallel zum untertägigen Abbau. 1917 wurde eine Drahtseilbahn zum Elektrizitätswerk in Olbersdorf errichtet.
Der Betrieb in der Grube „Glückauf“ wurde 1938 eingestellt, nachdem es bereits 1933 eine erste Rutschung in der Innenkippe gegeben hatte und der Konkurrenzkampf mit der Grube Herkules in Türchau zu groß geworden war. Der Tagebau wurde aufgegeben und die Grube dem Selbstlauf überlassen. Anschließend füllte sie sich mit aufsteigendem Grundwasser.

### Tagebaugeschichte 1947–1991

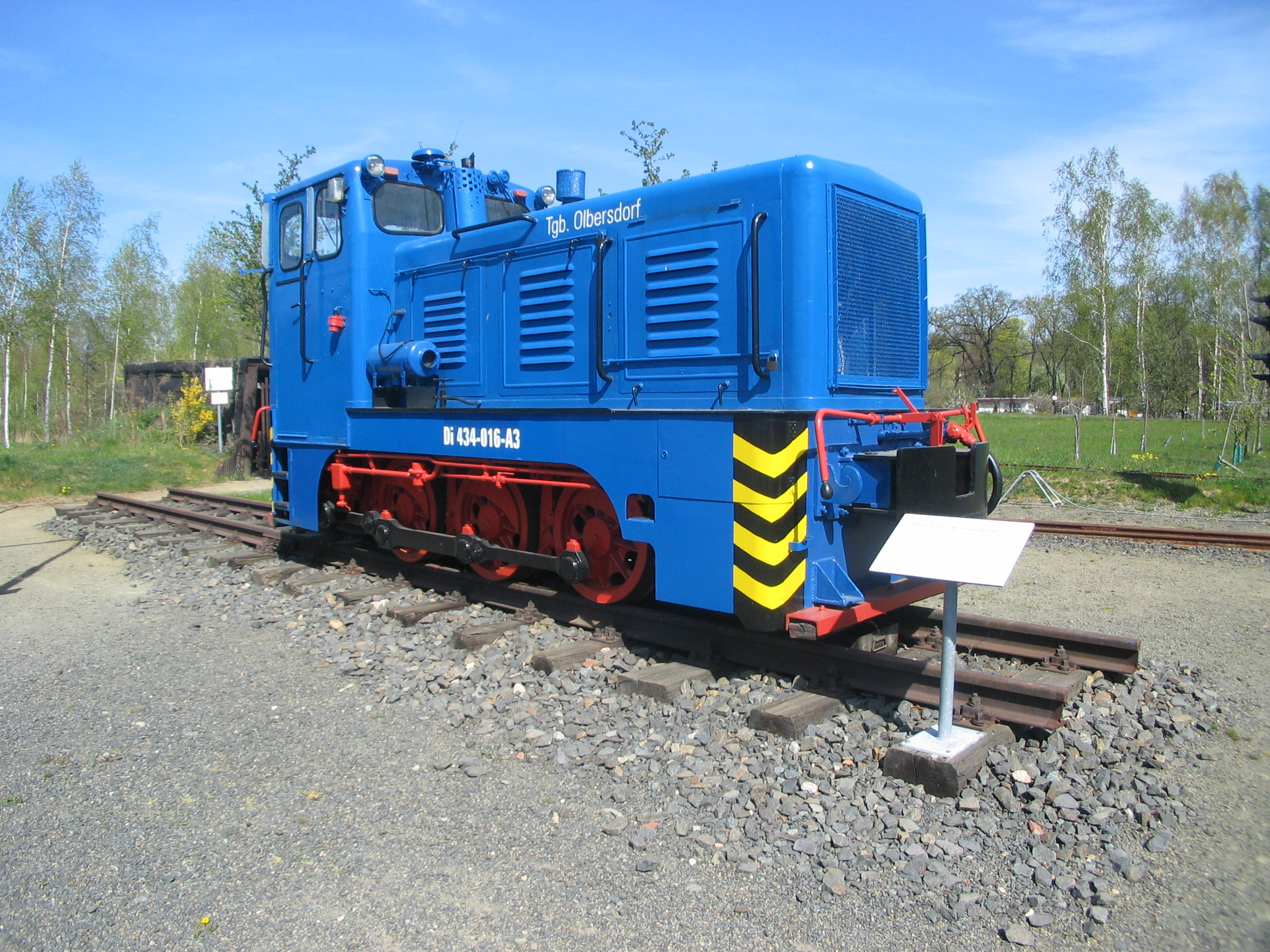
V10C der Grubenbahn

Nach Ende des Zweiten Weltkriegs wurde der Tagebaubetrieb 1947 wieder aufgenommen, um die in Zittau und Umgebung ansässige Industrie mit Rohbraunkohle zu versorgen. 1948 wurde deshalb eine 2,4 Kilometer lange Anschlussbahn zum Bahnhof Olbersdorf-Oberdorf an der Schmalspurbahn Zittau–Kurort Oybin gebaut, die 1949 in Betrieb genommen wurde. Im gleichen Jahr ereignete sich auch eine Vier-Meter-Schollensenkung. Ab 1958 wurde die Braunkohle nicht mehr manuell gewonnen, fortan wurden Greiferbagger eingesetzt. Ein Schaufelradbagger wurde 1966 umgesetzt. 1975 wurde der Tagebau dem „Braunkohlenwerk Hagenwerder“ zugeordnet und ab 1985 systematisch um zwei weitere Felder erweitert. Die Erweiterung stellte die Kohlezufuhr für die Kraftwerke Hagenwerder und Hirschfelde sicher. Die Zittauer Kohle war bekannt für ihre hervorragende Verschwelbarkeit.
Durch den Tagebaubetrieb entstand ein 38 m tiefes Restloch. Wegen der geplanten Erweiterung zum Großtagebau Zittau-Süd wurden Teile des Olbersdorfer Niederdorfes in das Neubaugebiet im Oberdorf umgesiedelt.
Einen ausgezeichneten Blick über das Tagebaugelände erhält man von der sogenannten Kirchbergaussicht. Hier stand die 1883 errichtete evangelische Kirche in Olbersdorf, die der geplanten Erweiterung des Tagebaus 1986 durch eine Sprengung weichen musste. Heute erinnert eine Tafel sowie das Eisenkreuz der Turmspitze an diesen Umstand. 1988 wurde das Heizwerk in Olbersdorf in Betrieb genommen.

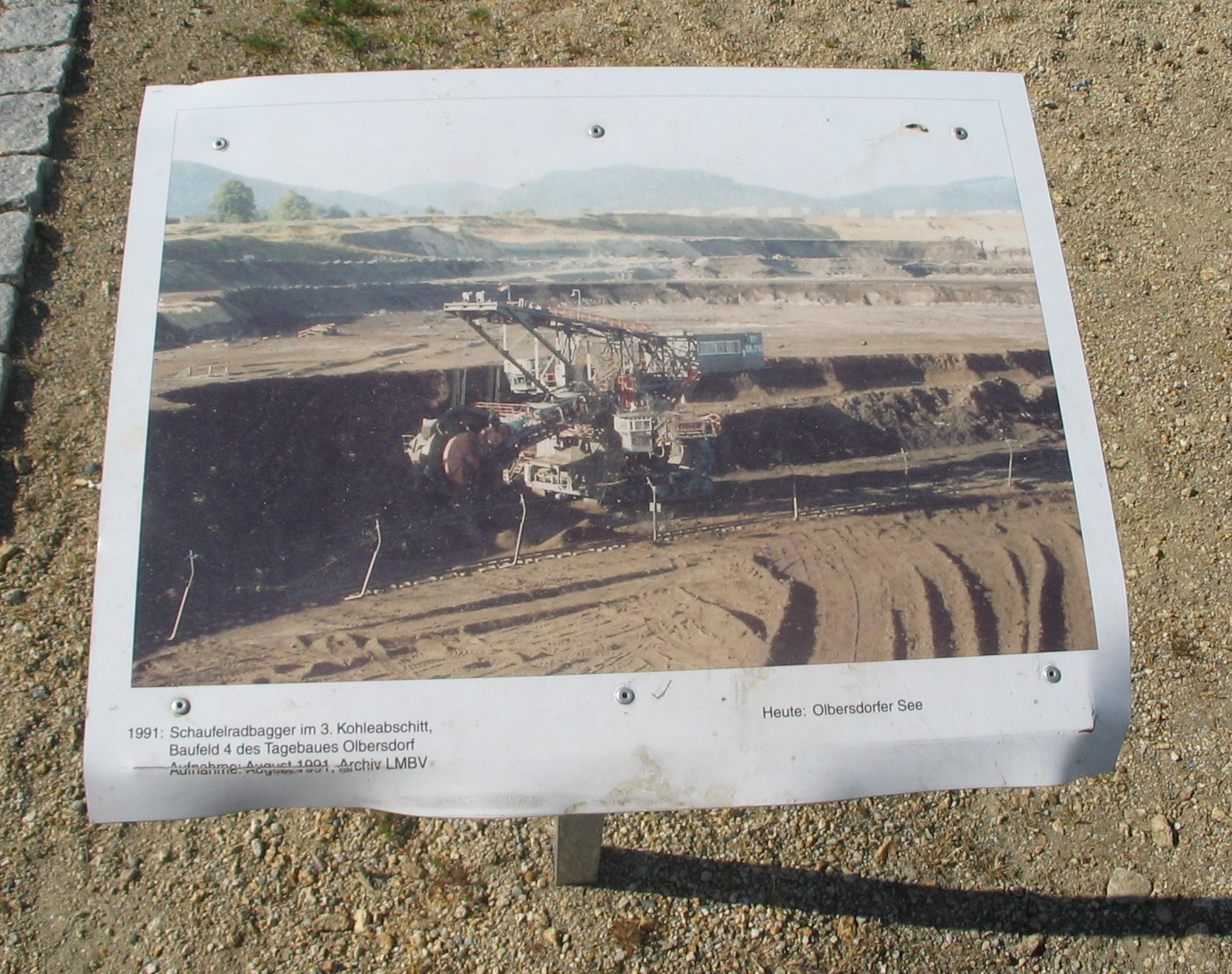
Tafel mit einem Schaufelradbagger im Tagebau Olbersdorf im August 1991

Der Ministerrat der DDR beschloss am 1. März 1990, die Kohleförderung in Olbersdorf einzustellen. Die tatsächliche Einstellung erfolgte zum 30. September 1991. Im gesamten Tagebaubetrieb von 1908 bis 1991 wurden insgesamt 21,5 Millionen Tonnen Kohle gefördert.
Am 3. Juni 1991 wurden die Sanierungsarbeiten im Rahmen von Arbeitsbeschaffungsmaßnahmen aufgenommen. Mehrere Altlastenflächen wurden saniert, Tagebaugebäude und -technik wurden rückgebaut und demontiert. Es wurden Uferzonen hergestellt, Stützschüttungen vorgenommen, Böschungen abgeflacht und ein umfangreiches Wegenetz hergestellt.
Das Grundwasser begann ab August 1996 aufzusteigen, als die Pumpen außer Betrieb genommen wurden. Die Flutung des Tagebaurestlochs erfolgte im Zeitraum vom 15. September 1996 bis zum 2. März 1999 durch Einleitung des Grundbaches und Goldbaches.

### Bergbausanierung und Landesgartenschau

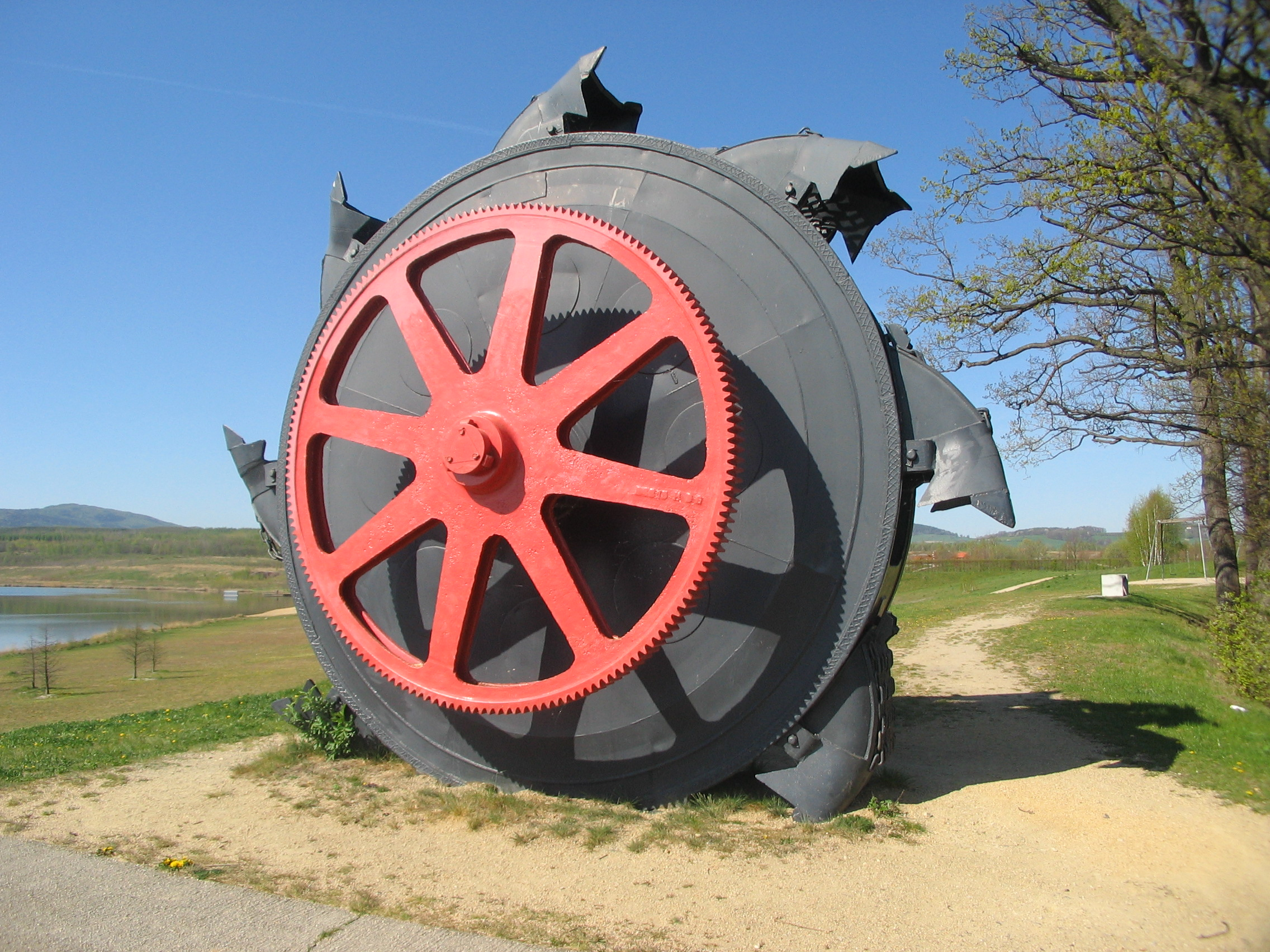
Am See aufgestelltes altes Schaufelrad

Die 2. Sächsische Landesgartenschau fand vom 7. Mai bis zum 17. Oktober 1999 in Olbersdorf und Zittau statt und stand unter dem Motto „Landschaft nach dem Bergbau“. Für die Ausführung des Projektes wurden insgesamt 20 Mio. DM investiert, davon 17,5 Mio. DM als Fördermittel. Bereits 1992 hatte sich die Stadt Zittau um die Austragung dieser Gartenschau beworben. Am 27. Februar 1994 erhielt sie den Zuschlag und erste Planungsarbeiten zur Gestaltung der Bergbaufolgelandschaft begannen. Bis 1999 war der Tagebaurestsee geflutet und sämtliche Sanierungsarbeiten abgeschlossen. Als Maskottchen der 2. Sächsischen Landesgartenschau diente das „Zittauer Zwiebelchen“.
Mit der fortgeschrittenen Sanierung des Tagebaugebietes wurden gleichzeitig landschaftliche Elemente für die Landesgartenschau geschaffen. So wurden verschiedene Themengärten, eine Lindenallee angelegt und eine Rasenparterre vollkommen neu gestaltet. Der andere Teil der Schau befand sich im Zittauer Westpark, welcher einen wertvollen alten Baumbestand besitzt. Das ehemalige Freibad wurde zu einem Seerosenbecken mit großer Parkwiese umgestaltet. Für die Überquerung der Mandau wurden 2 Brücken neu errichtet. Die Parkbrücke wurde 1998 eingeweiht. Im neuen Gewächshaus der Stadtgärtnerei fanden verschiedene Hallenschauen statt. Als „dauerhafte“ Besonderheiten, die auch heute noch vorhanden sind, sind die Erdpyramiden, die Silhouette des Zittauer Gebirges auf einem Aussichtspunkt, die breite Freitreppe zum Strand, der Wasserspielplatz, die Strandhügel mit den Schneckenverstecken sowie diverse Alttagebaugeräte, darunter das sechs Meter hohe Schaufelrad, zu nennen.

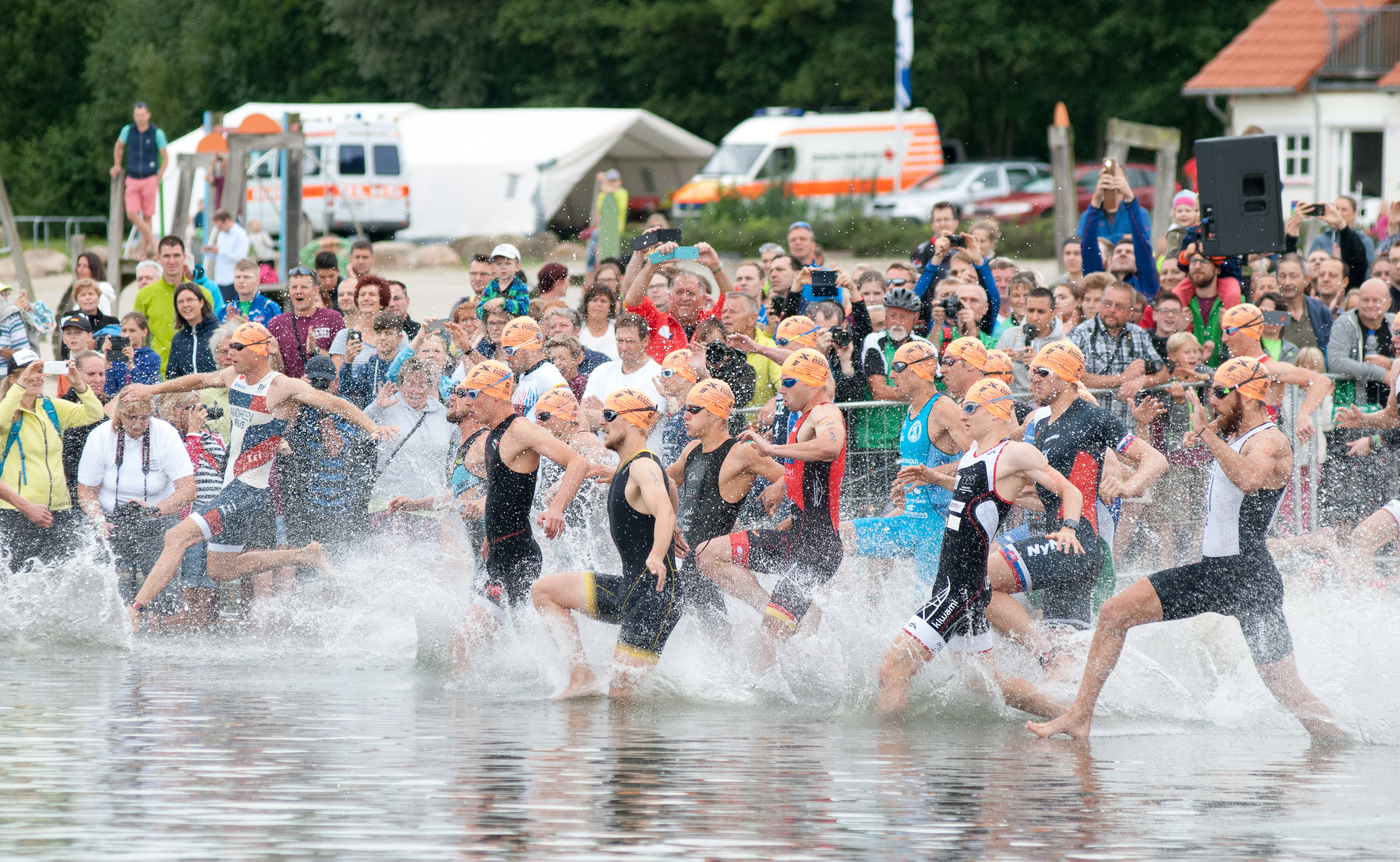
O-See Challenge Triathlon, 2017

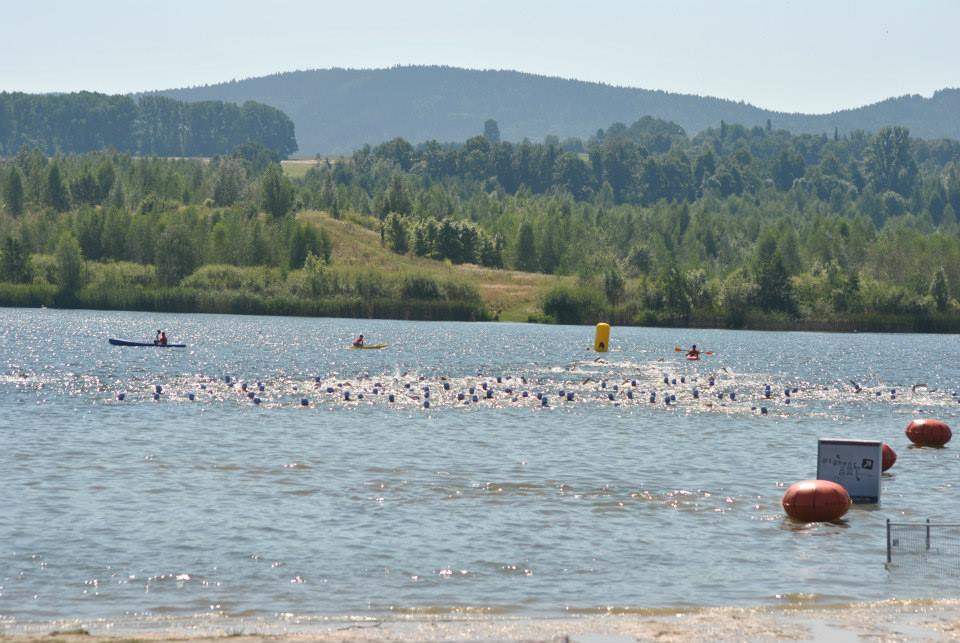
Schwimmen bei der O-See-Challenge

## Nutzung

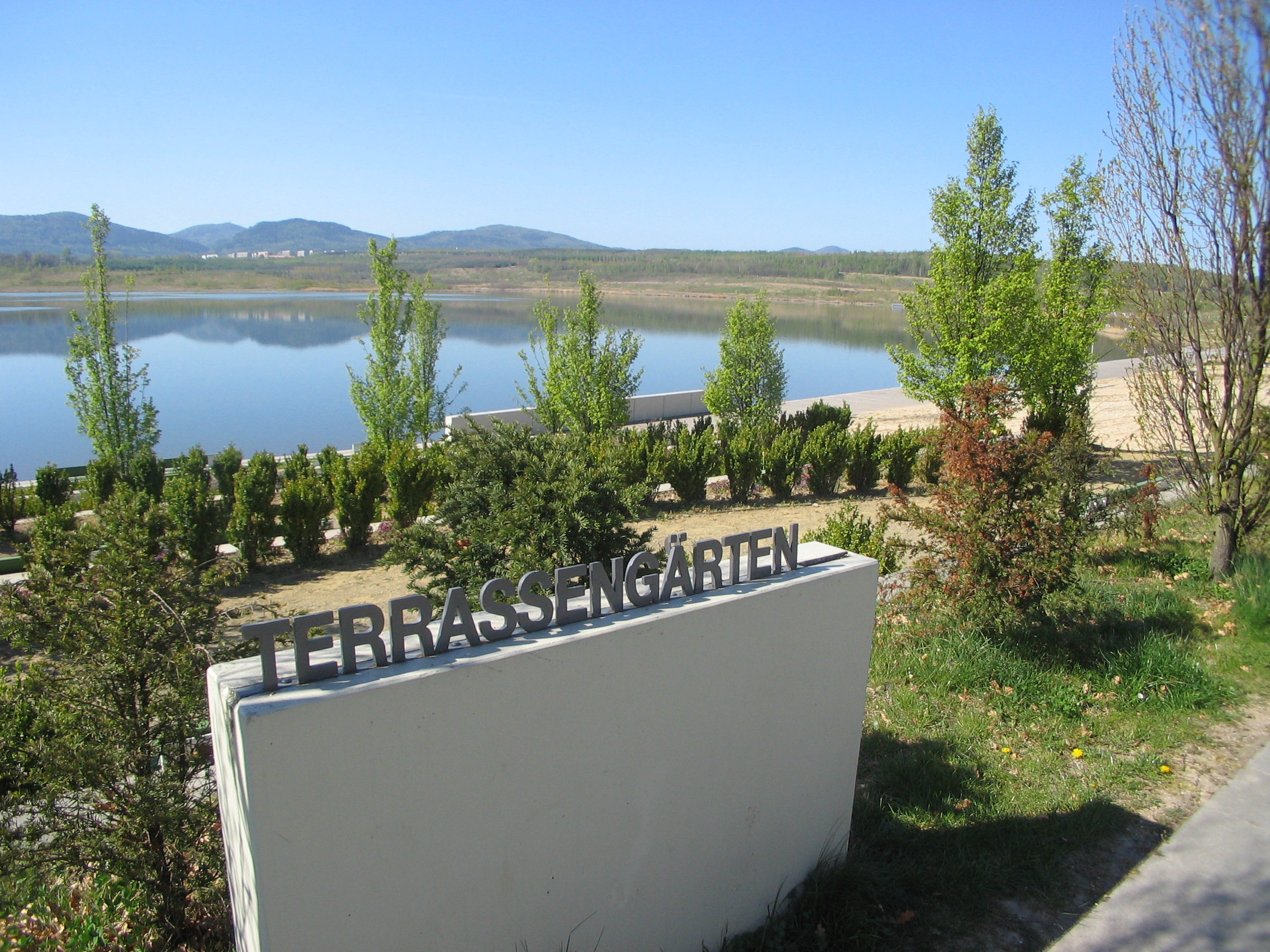
Terrassengärten am Olbersdorfer See

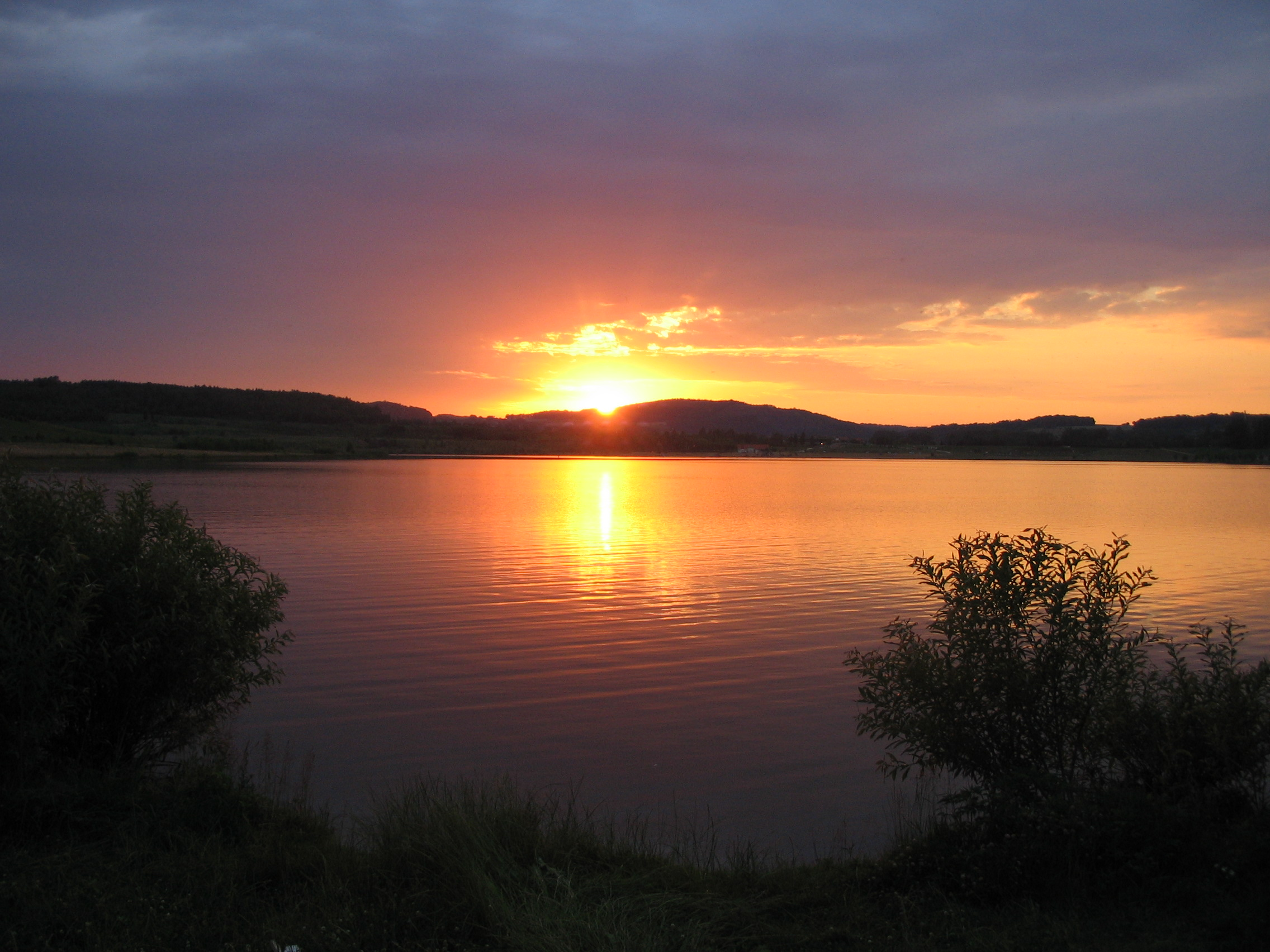
Sonnenuntergang am Olbersdorfer See

Der See dient heute der Erholung. Umfangreiche Freizeitsportmöglichkeiten, z. B. zum Baden, Beachvolleyball, Surfen sind vorhanden. Außerdem gibt es ein Fischrestaurant, Hotels, einen Campingplatz usw. Angeln ist ebenfalls möglich.
Der See wird nicht zur Wasserversorgung oder zum Hochwasserschutz genutzt. Er hat eine Insel, auf die sich Vögel zurückziehen können.
Seit 2000 findet alljährlich im August der Crosstriathlon O-SEE Challenge statt. Im Rahmen des Veranstaltungswochenendes wird auch der Ranglistenlauf der XTERRA Germany gewertet und 2007 wurde erstmals auch der Deutsche Meister gekürt. Für die Nachwuchssportler sowie Kinder und Jugendliche gibt es zur gleichen Zeit die O-SEE X'KIDS Challenge. 2014 wurde im Rahmen der O-SEE Challenge die ITU Cross Triathlon WM am Olbersdorfer See ausgetragen. Im Jahr 2011 und 2016 fand ebenfalls im Rahmen des Sportevents die XTERRA Europameisterschaft statt, welche im Jahr 2018 zum dritten Mal vor Ort ausgetragen wurde.
Darüber hinaus finden am Olbersdorfer See regelmäßig Beachvolleyball-Meisterschaften statt.
Am Nordstrand gibt es sehr gute Badebedingungen und Zugangsmöglichkeiten. Am Südstrand gibt es eine weitere Bademöglichkeit, die jedoch nur über das Wegesystem zu erreichen ist.